# Badminton vid olympiska sommarspelen 1992
Badmintonturneringen vid olympiska sommarspelen 1992 avgjordes i  Pavelló de la Mar Bella, Barcelona.

## Medaljtabell
| Medaljfördelning |            |      |        |       |        |
| Placering        | Nation     | Guld | Silver | Brons | Totalt |
| 1                | Indonesien | 2    | 2      | 1     | 5      |
| 2                | Sydkorea   | 2    | 1      | 1     | 4      |
| 3                | Kina       | 0    | 1      | 4     | 5      |
| 4                | Danmark    | 0    | 0      | 1     | 1      |
| 4                | Malaysia   | 0    | 0      | 1     | 1      |

## Medaljfördelning
| Klass                  | Guld                                    | Silver                               | Brons                               |
| Herrsingel Detaljer... | Alan Budikusuma (INA)                   | Ardy Wiranata (INA)                  | T. Stuer-Lauridsen (DEN)            |
| Herrsingel Detaljer... | Alan Budikusuma (INA)                   | Ardy Wiranata (INA)                  | Hermawan Susanto (INA)              |
| Damsingel Detaljer...  | Susi Susanti (INA)                      | Bang Soo-hyun (KOR)                  | Huang Hua (CHN)                     |
| Damsingel Detaljer...  | Susi Susanti (INA)                      | Bang Soo-hyun (KOR)                  | Tang Jiuhong (CHN)                  |
| Herrdubbel Detaljer... | Sydkorea Kim Moon-soo Park Joo-bong     | Indonesien Eddy Hartono Rudy Gunawan | Kina Li Yongbo Tian Bingyi          |
| Herrdubbel Detaljer... | Sydkorea Kim Moon-soo Park Joo-bong     | Indonesien Eddy Hartono Rudy Gunawan | Malaysia Razif Sidek Jalani Sidek   |
| Damdubbel Detaljer...  | Sydkorea Hwang Hye-young Chung So-young | Kina Guan Weizhen Nong Qunhua        | Sydkorea Gil Young-ah Shim Eun-jung |
| Damdubbel Detaljer...  | Sydkorea Hwang Hye-young Chung So-young | Kina Guan Weizhen Nong Qunhua        | Kina Lin Yan Fen Yao Fen            |